# Asztalos Zsolt
Asztalos Zsolt (Mátészalka, 1974 –) magyar képzőművész.

## Életrajza
1999-ben diplomázott a Magyar Képzőművészeti Egyetem festő szakán Dienes Gábor, majd Maurer Dóra osztályában.
Közel száz hazai és nemzetközi, csoportos és egyéni kiállításon vett részt. 2013-ban a Velencei Képzőművészeti Biennálén a Kilőtték, de nem robbant fel című alkotásával képviselte Magyarországot. 2007–2010 között Derkovits Gyula-ösztöndíjban részesült, majd 2016-ban Munkácsy Mihály-díjjal tüntették ki. Ebben az évben rendezte meg a szentendrei Ferenczy Múzeumban Felújított emlékezet című kiállítását. 2017-ben szerepelt a Bukaresti Biennálén, 2021-ben nagyszabású egyéni kiállítása nyílt a BTM Kiscelli Múzeum – Fővárosi Képtárban Emlékmodellek címmel. 
Konceptuális művész, különféle multimediális technikákat alkalmaz; installációban, videóban, fotóban, printben, ready-made-ben gondolkozik. Munkái két fő témát ölelnek fel: a hétköznapi ember helyzetét a fogyasztói társadalomban és a múlthoz való viszonyt, az emlékezést vizsgálják. A történelem, múlt, emlékezés és felejtés kérdésköre köré rendeződő munkái olyan, a posztmodern gondolkodásból és szemléletmódból fakadó történelem- és múlttapasztalatról tanúskodnak, amely a történelmi narratíva viszonylagosságát hangsúlyozza.
Művészeti tevékenysége mellett a reklámszakmában dolgozik. Pályája során több hazai és nemzetközi márka kommunikációt segítette, munkáját számos díjjal ismerték el.

## Művészeti filozófiája
"A múlthoz való viszonyunkat vizsgálom mind egyéni, mind társadalmi szempontból. A múlt igazi megismerése lehetetlen. Ahány jelen, annyi féle múlt, hisz a múltat mindig a jelenkor szubjektív hatása alatt írjuk. Töredékeket ismerünk, melyeket mindig az adott kor befolyásoltsága alatt komponálunk egy művé, így mondhatjuk, hogy minden kornak megvan a maga melódiája. Kiemelten foglalkoztatnak a kánon történetírási és művészettörténeti aspektusai. A kánon dinamikusan változó egység, melybe olykor bekerülnek, olykor pedig kiesnek bizonyos darabok. Így tekintek a művészettörténetre, és különös módon, rácsodálkozva tekintek a saját műalkotásaimra."

## Díjai, elismerései
- 2007–2010. Derkovits Gyula-ösztöndíj
- 2013. Magyarország képviselője a Velencei Képzőművészeti Biennálén
- 2016. Munkácsy Mihály-díj